# 灰寨镇
灰寨镇，是中华人民共和国广东省揭阳市揭西县下辖的一个乡镇级行政单位。

## 行政区划
灰寨镇下辖以下地区：
灰寨圩社区、河伍村、向阳村、上角村、后联村、新图村、新宫林村、溪背圩村、老宫林村、灰龙村、三坝村、东联村、后洋村、南洋村、柑坑村、金星村和马路村。